# Hisingen
Hisingen is het op drie na grootste eiland van Zweden en tegelijk het dichtstbevolkte eiland. Het ligt aan de westkust van Zweden, en is eigenlijk een stadsdeel van de stad Göteborg waarmee het is verbonden via de Marieholmstunnel. Enkele grote plaatsen op het eiland zijn Lundby, Biskopsgården, Backa en Torslanda.

## Geboren
- Mervan Celik (1990), voetballer
- Elma Junttila Nelhage (2003), voetbalster